# Генрі Ісемборгс
Гендрік Віктор "Генрі" Ісемборгс (нід. Hendrik Victor "Henri" Isemborghs, 30 січня 1914, Антверпен — 9 березня 1973) — бельгійський футболіст, що грав на позиції нападника за клуб «Беєрсхот», а також національну збірну Бельгії.
Дворазовий чемпіон Бельгії. 

## Клубна кар'єра
У футболі дебютував 1932 року виступами за команду «Беєрсхот», кольори якої і захищав протягом усієї своєї кар'єри гравця, що тривала тринадцять років. 
| Дата       | Місто      | Господарі  | Результат | Гості      | Турнір            | Голи | Примітки |
| ---------- | ---------- | ---------- | --------- | ---------- | ----------------- | ---- | -------- |
| 31.03.1935 | Амстердам  | Нідерланди | 4 – 2     | Бельгія    | товариський матч  | -    |          |
| 14.04.1935 | Брюссель   | Бельгія    | 1 – 1     | Франція    | товариський матч  | -    |          |
| 28.04.1935 | Брюссель   | Бельгія    | 1 – 6     | Німеччина  | товариський матч  | 1    |          |
| 17.11.1935 | Брюссель   | Бельгія    | 5 – 1     | Швеція     | товариський матч  | 2    |          |
| 29.03.1936 | Амстердам  | Нідерланди | 8 – 0     | Бельгія    | товариський матч  | -    |          |
| 03.05.1936 | Брюссель   | Бельгія    | 1 – 1     | Нідерланди | товариський матч  | -    |          |
| 09.05.1936 | Брюссель   | Бельгія    | 3 – 2     | Англія     | товариський матч  | 2    |          |
| 24.05.1936 | Базель     | Швейцарія  | 1 – 1     | Бельгія    | товариський матч  | -    |          |
| 25.04.1937 | Ганновер   | Німеччина  | 1 – 0     | Бельгія    | товариський матч  | -    |          |
| 13.03.1938 | Люксембург | Люксембург | 2 – 3     | Бельгія    | Відбір до ЧС 1938 | -    |          |
| 03.04.1938 | Антверпен  | Бельгія    | 1 – 1     | Нідерланди | Відбір до ЧС 1938 | 1    |          |
| 05.06.1938 | Коломб     | Франція    | 3 – 1     | Бельгія    | ЧС 1938           | 1    |          |
| 29.01.1939 | Брюссель   | Бельгія    | 1 – 4     | Німеччина  | товариський матч  | -    |          |
| 19.03.1939 | Антверпен  | Бельгія    | 5 – 4     | Нідерланди | товариський матч  | -    |          |
| 18.05.1939 | Брюссель   | Бельгія    | 1 – 3     | Франція    | товариський матч  | -    |          |
| 27.05.1939 | Лодзь      | Польща     | 3 – 3     | Бельгія    | товариський матч  | 1    |          |
| Усього     |            | Матчів     | 16        |            | Голів             | 8    |          |

Помер 9 березня 1973 року на 60-му році життя.

## Титули і досягнення
- Чемпіон Бельгії (2):

«Беєрсхот»: 1937-1938, 1938-1939